# Gräberfeld von Himlingøje
Koordinaten: 55° 22′ 24″ N, 12° 12′ 46,5″ O

Karte

Das Gräberfeld von Himlingøje ist ein eisenzeitlicher Bestattungsplatz aus dem 2. und 3. Jahrhundert.

## Lage
Es liegt auf dem Gebiet des Kirchspiels Himlingøje auf der Stevns-Halbinsel im Osten der dänischen Insel Seeland. Die Stevns-Halbinsel wird durch die Flüsschen Kildeå, Stevns und Tryggevælde Å von Seeland getrennt. Das etwa 150–300 n. Chr. angelegte Gräberfeld liegt am Unterlauf der Tryggevælde Å, einige Kilometer vor der Mündung in die Køge-Bucht. In den letzten 100 Jahren wurden hier regelmäßig (1929, 1949 und 1977) neue Entdeckungen gemacht.

## Beschreibung

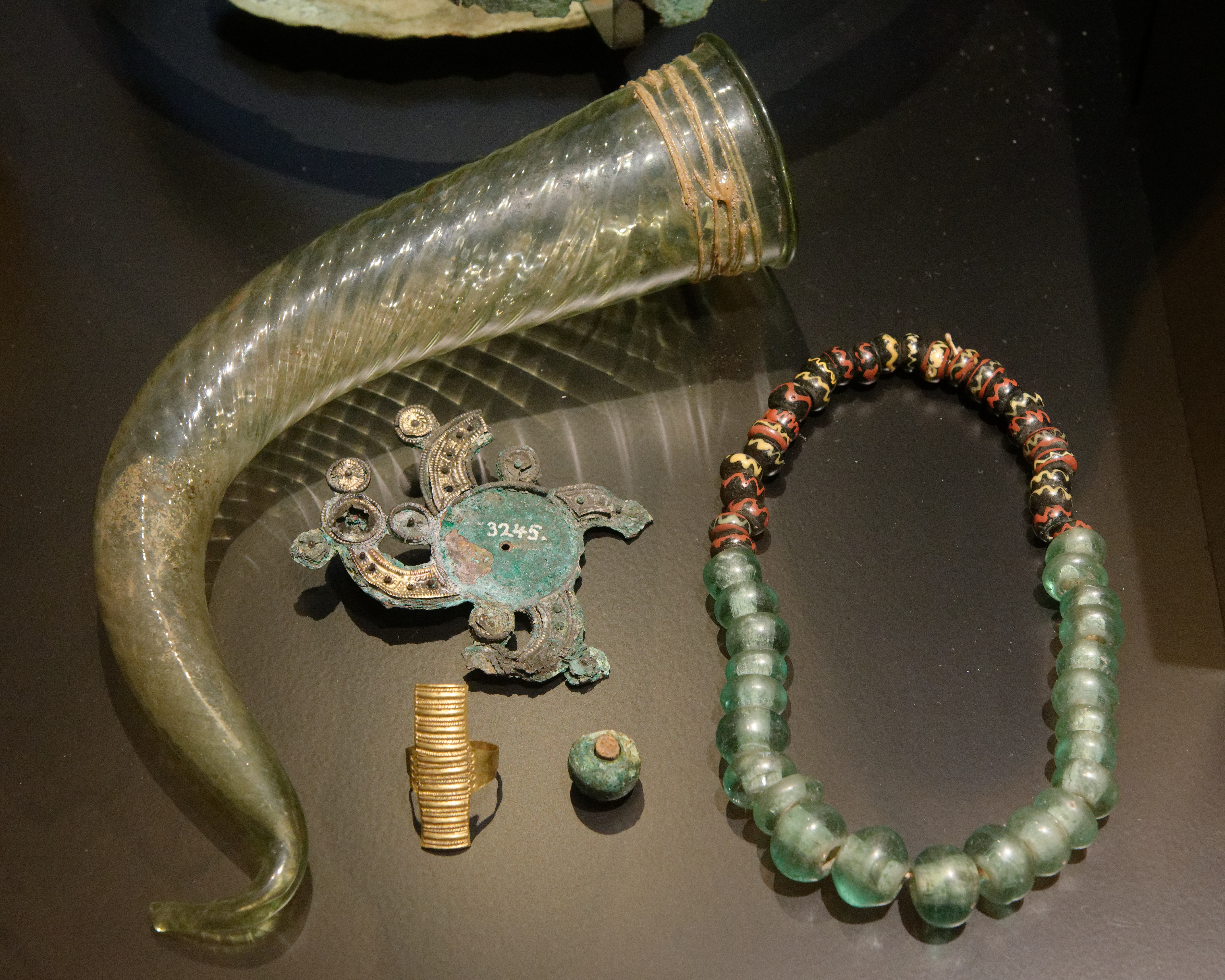
Funde von Himlingøje

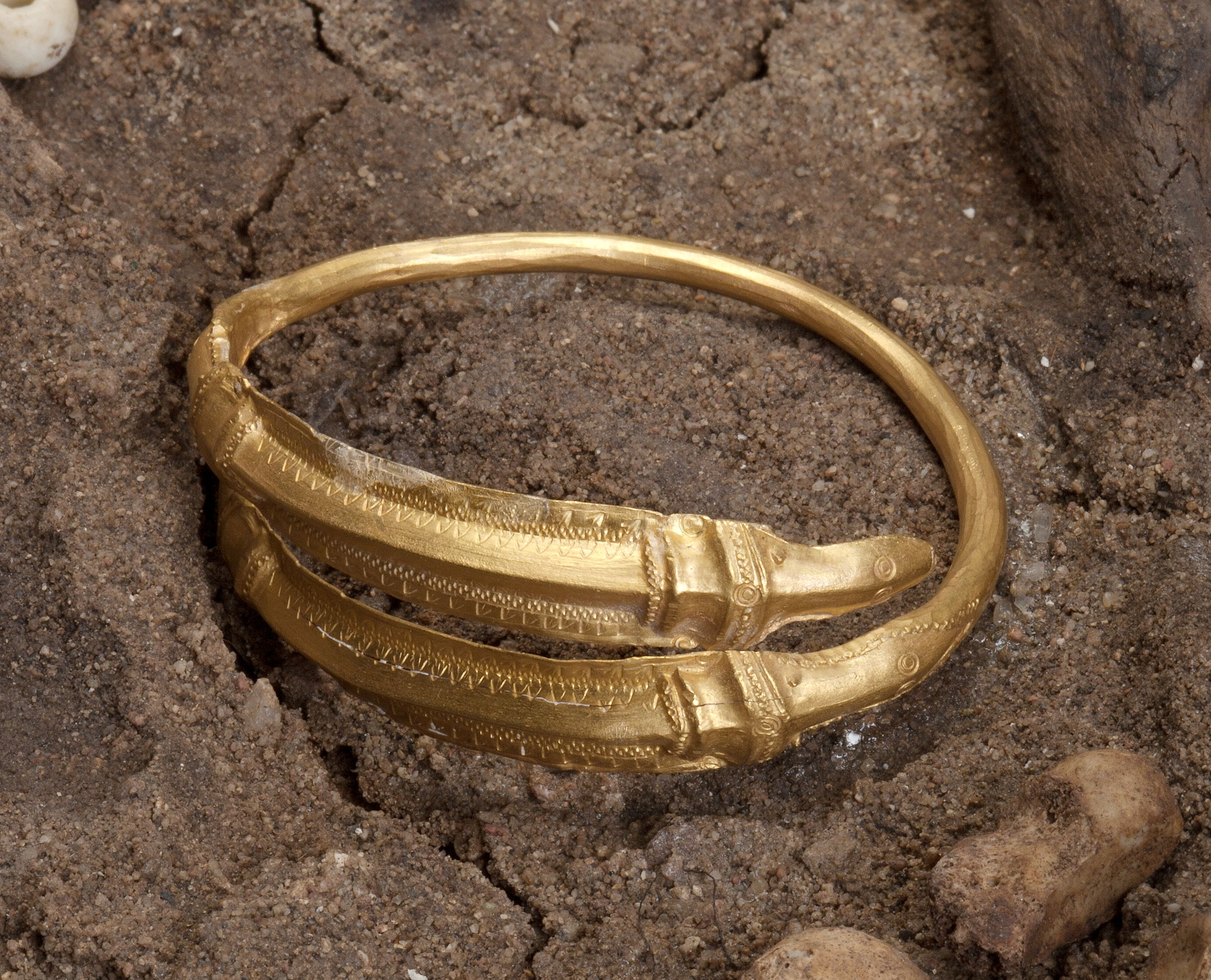
Armring von Himlingøje

Auf dem Gräberfeld wurden über mehrere Generationen Männer- und Frauengräber angelegt. Zwischen den Grabinhalten besteht jedoch ein Unterschied. Einige waren beigabenlos, andere zeugen von beachtlichem Reichtum. Ein Merkmal der Grabbeigaben sind gut erhaltene provinzialrömische Glasprodukte. In einem der Gräber wurden ein elegantes lilafarbenes gläsernes Trinkhorn, ein Eimer mit Bronzebeschlägen, ein gläserner Becher, ein goldener Armring, ein goldener Ring, ein Knochenkamm, eine versilberte Messingplatte, ein Sieb sowie ein Essservice gefunden. Sie erscheinen nahezu neuwertig. Eine Frau trug zwei Ringe und zwei Armbänder aus Gold, mehrere Fibeln aus Silber (darunter die Bügelfibel von Himlingøje), eine Halskette aus Glas-, Silber- und Bernsteinperlen, eine perforierte Medaille und ein kleines silbernes Amulett.

## Zentralplatz
Es gibt Hinweise darauf, dass in den reichen Gräbern auf der Stevns-Halbinsel die ersten Dänenkönige begraben liegen, die aus Schweden kamen. In jedem Fall zeigen die reichen Grabbeigaben aus halb Europa, dass bedeutende Männer an der Tryggevælde Å einen der ältesten Handelsplätze im Ostseeraum unterhielten. Der Fluss, der zu den größten Seelands zählt, war in der Eisenzeit noch breiter und bis weit ins Land hinein schiffbar. Ähnlich reiche Grabbeigaben wurden nahe Himlingøje in Varpelev und Valløby gefunden. Auch die 30-jährige Frau von Juellinge auf Lolland und die Frau im Grab von Aska wurden mit reichen Beigaben, darunter Objekte aus dem Römischen Reich, bestattet. In diesem Kontext ist der Broskovvejen, eine Straße aus der römischen Eisenzeit, von Bedeutung. Das gut erhaltene Straßenstück liegt zwischen Tappernøje und Præstø.
Zeitgleich bestanden in Dänemark und Südschweden mehrere Plätze, die durch Seehandel reich wurden. Abweichend von den Regionen im südlichen Ostseebereich, wurden zeitnah reiche Funde in Gudme auf Fünen und Sorte Muld auf Bornholm gemacht. Gudme/Gammel Lundeborg stellte das herausragende dänische Machtzentrum im Zeitraum vom 3.–6. Jahrhundert dar, das an die Stelle von Himlingøje mit einem Zenit im frühen 3. Jahrhundert trat.